# مقاطعة شهريار
مقاطعة شهريار (بالفارسية: شهرستان شهریار) هي مقاطعة تقع في  محافظة طهران في إيران. عاصمة المقاطعة هي شهريار. في تعداد عام 2006، بلغ عدد سكان المقاطعة (بما في ذلك تلك الأجزاء التي انقسمت لاحقًا لتشكيل مقاطعة ملارد ومقاطعة قدس) 1044707نسمة، باستثناء تلك الأجزاء، كان عدد السكان 51622 نسمة. المقاطعة لها حي واحد: المنطقة الوسطى. ولديها سبع مدن هي: شهريار، صبا شهر،وحيديه، شاهد شهر، فردوسيه، باغستان، وانديشه .